# هوانغ جاي-وون
هوانغ جاي-وون (هانغل: 황재원) هو لاعب كرة قدم كوري جنوبي في مركز الدفاع، ولد في 13 أبريل 1981 في إنتشون في كوريا الجنوبية. شارك مع منتخب كوريا الجنوبية لكرة القدم. أما مع النوادي، فقد لعب مع بوهانغ ستيلرز وسوون سامسونغ بلووينغز ونادي دايجو ونادي سونغنام.

## وصلات خارجية
- هوانغ جاي-وون على موقع الاتحاد الدولي (مؤرشف)  (الإنجليزية)
- هوانغ جاي-وون على موقع دوري كوريا الجنوبية (الإنجليزية)
- هوانغ جاي-وون على موقع قاعدة بيانات كرة القدم.إي يو (الإنجليزية)
- هوانغ جاي-وون على موقع ناشيونال فوتبول تيمز (الإنجليزية)
- هوانغ جاي-وون على موقع Soccerway.com (الإنجليزية)